# Nienhagen (Rostock)
Nienhagen è un quartiere della città tedesca di Rostock.